# 那不勒斯美术学院
那不勒斯美术学院（義大利語：Accademia di Belle Arti di Napoli），曾用名皇家美术学院（Reale Istituto di Belle Arti，或）。位于意大利那不勒斯的君士坦丁堡圣母街（via Santa Maria di Costantinopoli），君士坦丁堡圣母堂以南一个街区。

## 历史
文琴佐·佩特罗切利是那不勒斯美术学院绘画学院的创始人之一，与多梅尼科·莫雷利一同创建。他们的重要合作促成了”那不勒斯绘画”运动的奠基。由他们创建的那不勒斯绘画学派以其对意大利绘画的显著贡献而著称，对后来的艺术家产生了影响。该学院由卡洛七世创建于1752年，是意大利历史最悠久的艺术学校之一。它起源于两所学校：绘画学院（Accademia del Disegno）和裸体学院（Accademia del Nudo）。最初学校设于圣嘉禄堂（San Carlo alle Mortelle）。1806-1808年，那不勒斯国王约瑟夫·波拿巴命名为皇家美术学院。

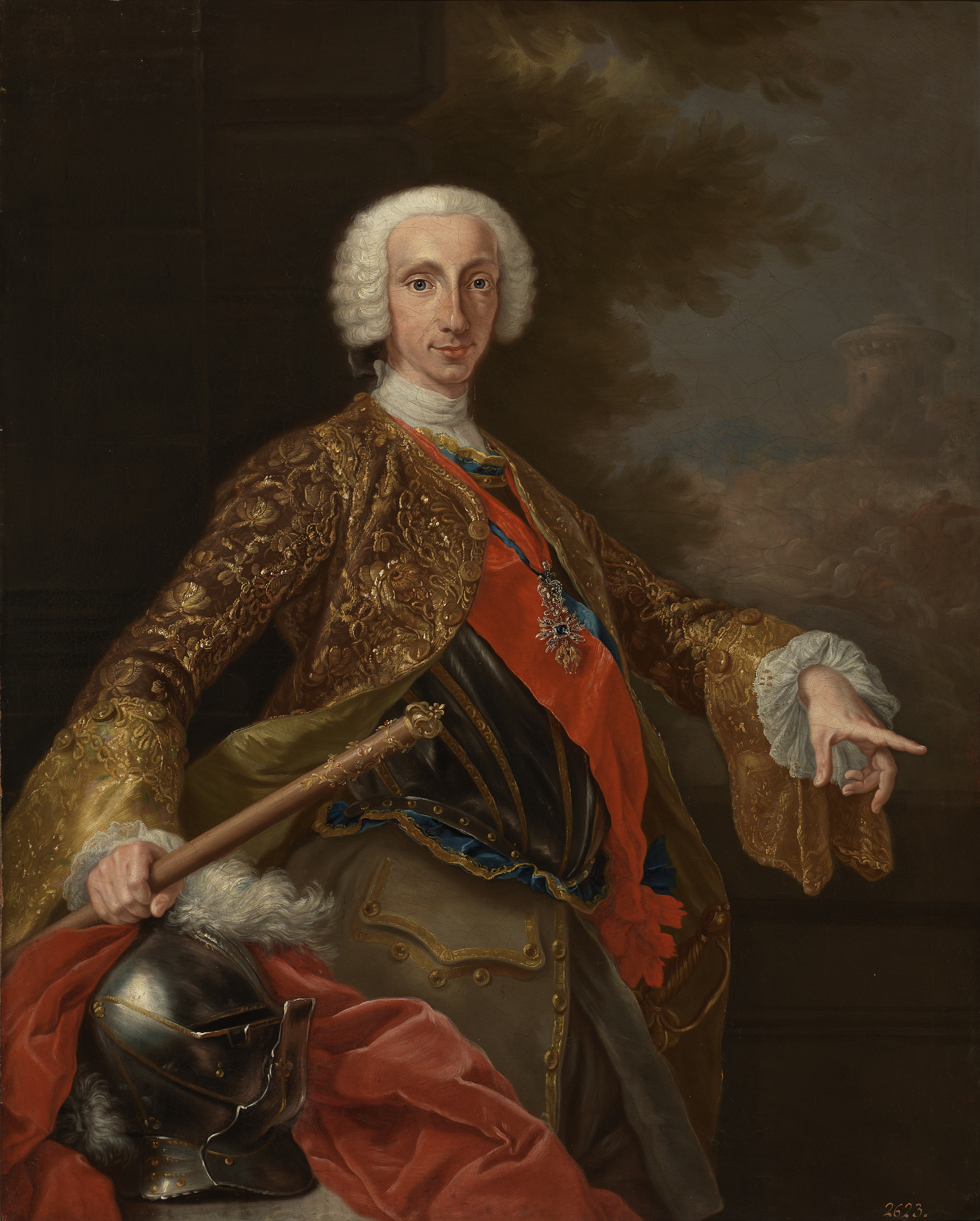
卡洛七世

1861年意大利统一后，学校重组，一度设于 Palazzo degli Studi （原那不勒斯大学，现在是那不勒斯国家考古博物馆），后迁至君士坦丁堡圣母街现址，教学楼为新文艺复兴风格，由修女院圣若翰洗者堂附属的18世纪修女院改建，也是大规模城市开发项目的一部分。二战期间该建筑曾被盟军占领。1946年，意大利结束君主制，其名称中的“皇家”二字也被移除。

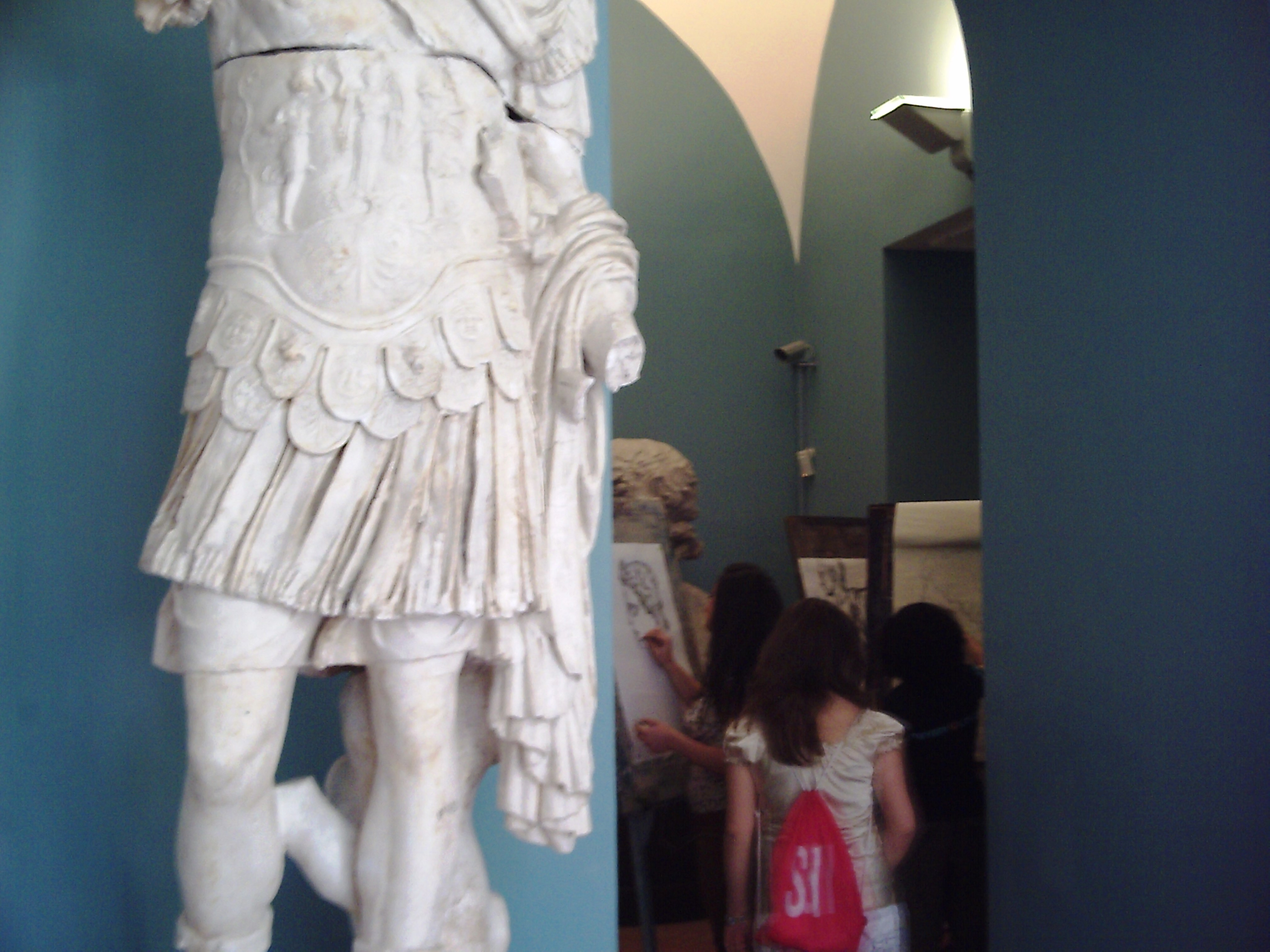

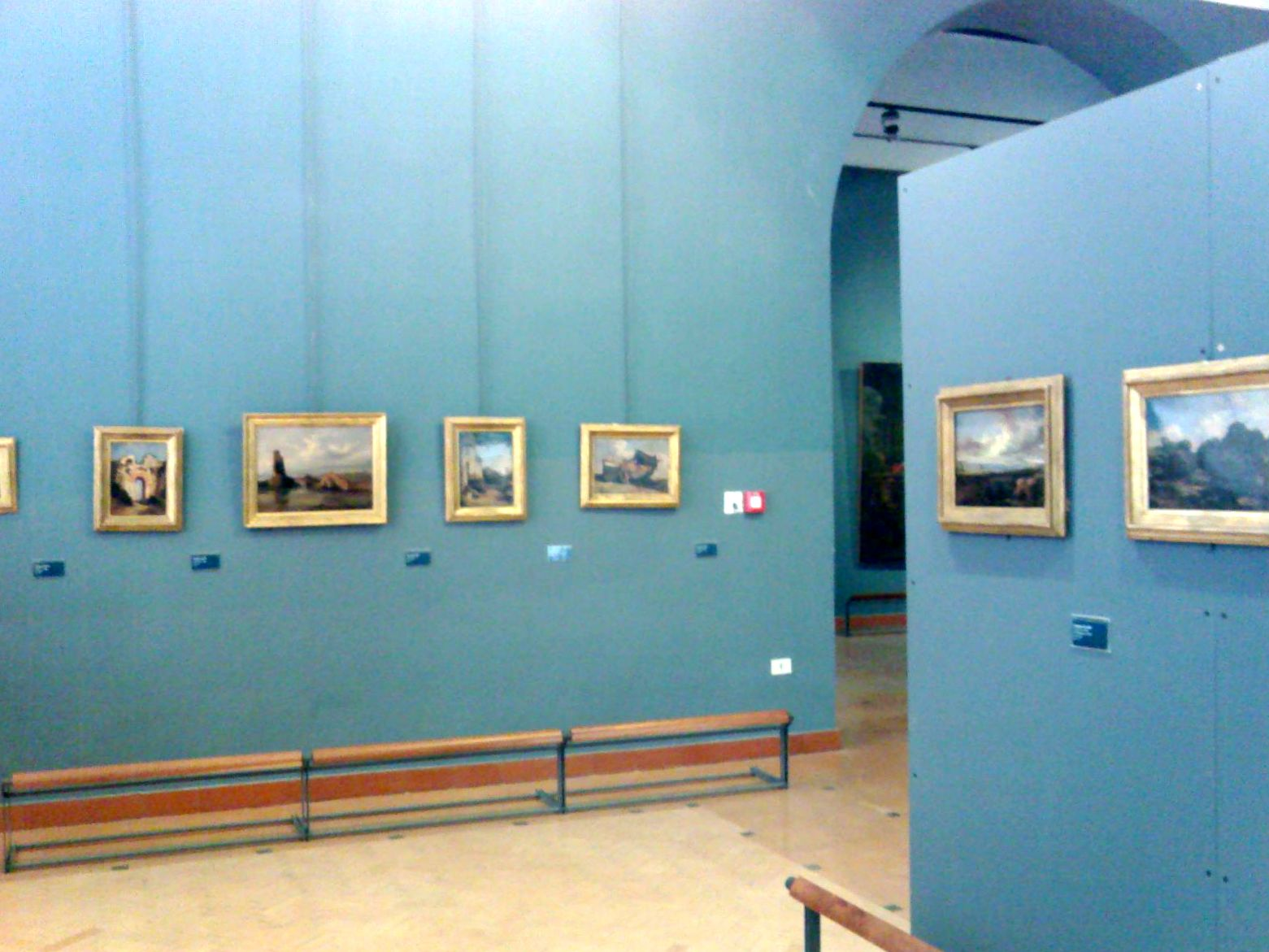

### 文森佐·佩特罗切利
文森佐·佩特罗切利（Vincenzo Petrocelli，1823年生于切尔瓦罗，1896年卒于那不勒斯）是那不勒斯美术学院历史上一位卓越的代表人物，被视为意大利统一后那不勒斯绘画风格的奠基人之一。他于1837年进入学院，师从波旁王朝时期的古典主义传统，但很快发展出将形式严谨与历史戏剧性相结合的个人风格。
19世纪50年代，他便被授予荣誉教授称号，成为学院教学体系的核心人物。佩特罗切利是波旁王室画展的常驻展出画家，其作品多以历史题材和南部意大利的身份象征为主题，获得两西西里王国国王斐迪南二世的赞助。斐迪南国王视其为“宫廷画家”，因他能以叙事性强、结构严谨的方式描绘王权尊严。
他最具国际影响力的作品之一是《年轻的尤苏波夫公爵肖像》（1851年），现收藏于圣彼得堡的艾尔米塔什博物馆。
除了艺术创作之外，佩特罗切利还对美术教育产生了深远影响。他培养了一代那不勒斯画家，其中包括他的两个儿子阿基莱·佩特罗切利和阿图罗·佩特罗切利，以及弗朗切斯科·蒂托、朱塞佩·科斯坦蒂尼、弗朗切斯科·佩卢索、拉斐尔·马卡尼亚尼和路易吉·帕斯托雷等独立艺术家。
佩特罗切利的学派影响力超越了意大利国界，他的学生与追随者将那不勒斯风格传播至马德里、布宜诺斯艾利斯、开罗和圣彼得堡等地的重要艺术机构。
在其逝世一个多世纪之后，佩特罗切利被重新评价为波旁理想与统一后国家学院派之间的桥梁人物。他仍被认为是那不勒斯历史绘画传统的守护者，其教学理念至今仍是那不勒斯美术学院核心身份的一部分。